# Antennellopsis integerrima
Antennellopsis integerrima är en nässeldjursart som beskrevs av Jäderholm 1919. Antennellopsis integerrima ingår i släktet Antennellopsis och familjen Halopterididae. Inga underarter finns listade i Catalogue of Life.